# Jean Arthur

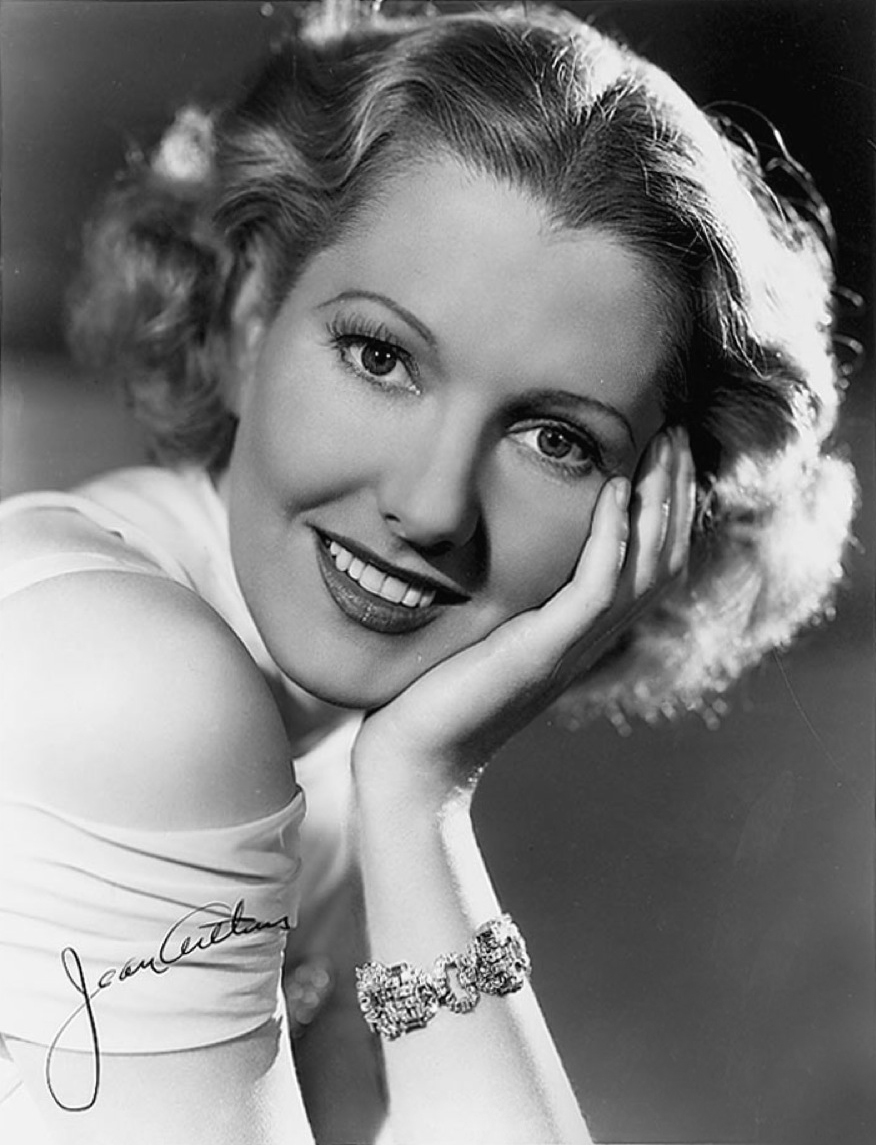
Jean Arthur

Jean Arthur (n. 17 octombrie 1900 – d. 19 iunie 1991) a fost o actriță americană de film.

## Biografie
Numele ei adevărat a fost Gladys Georgianna Greene și s-a născut în Plattsburgh, New York. Părinții ei au fost Johanna Augusta Nelson și fotograful Hubert Sidney Greene. Bunicii materni au fost emigranți din Norvegia care s-au stabilit în America de Vest; de asemenea, ea are strămoși îndepărtați din Anglia. A avut trei frați mai mari: Donald Hubert (1891), Robert B. (1892) și Albert Sidney (1894).
Descoperită de Fox Film Studios în timp ce făcea modeling comercial la New York la începutul anilor 1920, Arthur a obținut un contract pe un an și a debutat în filmul mut Cameo Kirby (1923), regizat de John Ford.
S-a căsătorit cu fotograful Julian Anker în 1928 însă căsătoria a fost anulată după o zi. În 1932 s-a căsătorit cu producătorul Frank Ross Jr. de care a divorțat în 1949. Nu a avut copii.

## Filmografie selectivă
- 1936 Extravagantul domn Deeds	(Mr. Deeds Goes to Town), regia Frank Capra